# Журавники (Опатовський повіт)
Журавники (пол. Żurawniki) — село в Польщі, у гміні Ліпник Опатовського повіту Свентокшиського воєводства.
Населення — 69 осіб (2011).
У 1975-1998 роках село належало до Тарнобжезького воєводства.

## Демографія
Демографічна структура на день 31 березня 2011 року:
|          | Загалом | Допрацездатний вік | Працездатний вік | Постпрацездатний вік |
| -------- | ------- | ------------------ | ---------------- | -------------------- |
| Чоловіки | 33      | 8                  | 22               | 3                    |
| Жінки    | 36      | 6                  | 18               | 12                   |
| Разом    | 69      | 14                 | 40               | 15                   |